# Федин, Михаил Акимович
Михаил Акимович Федин (1922—2001) — подполковник Советской Армии, участник Великой Отечественной войны, Герой Советского Союза (1944).

## Биография
Родился 23 мая 1922 года в селе Старое Тонино (ныне — Спасский район Рязанской области). После окончания девяти классов школы и первого курса пединститута работал учителем в школе. В сентябре 1940 года был призван на службу в Рабоче-крестьянскую Красную Армию. Окончил полковую школу и Владивостокское пехотное училище. С июля 1943 года — на фронтах Великой Отечественной войны.
К сентябрю 1943 года лейтенант Михаил Федин командовал стрелковой ротой моторизованного батальона автоматчиков 178-й танковой бригады 10-го танкового корпуса 40-й армии Воронежского фронта. Отличился во время битвы за Днепр. В ночь с 23 на 24 сентября 1943 года вместе с передовым отрядом переправился через Днепр в районе хутора Монастырёк (ныне — в черте посёлка Ржищев Кагарлыкского района Киевской области Украины) и принял активное участие в боях за захват и удержание плацдарма на его западном берегу, отразив все немецкие контратаки и продержавшись до переправы основных сил.
Указом Президиума Верховного Совета СССР «О присвоении звания Героя Советского Союза генералам, офицерскому, сержантскому и рядовому составу Красной Армии» от 10 января 1944 года за «образцовое выполнение боевых заданий командования на фронте борьбы с немецко-фашистскими захватчиками и проявленные при этом отвагу и геройство» был удостоен высокого звания Героя Советского Союза с вручением ордена Ленина и медали «Золотая Звезда» за номером 2367.
После окончания войны продолжил службу в Советской Армии. В январе 1969 года в звании подполковника был уволен в запас. Проживал в Москве. Скончался 19 ноября 2001 года, похоронен на Преображенском кладбище Москвы.
Был также награждён орденом Отечественной войны 1-й степени, двумя орденами Красной Звезды и рядом медалей.
В его честь названа улица в его родном селе.